# Берчельт, Мигель
Мигель Анхель Берчельт Сервера (англ. Miguel Ángel Berchelt Cervera; род. 17 ноября 1991, Канкун, Кинтана-Роо, Мексика) — мексиканский боксёр-профессионал, выступающий во второй полулёгкой весовой категории. Среди профессионалов чемпион мира по версии WBC (2017—2021) и временный чемпион мира по версии WBO (2016) во 2-м полулёгком весе.

## Биография
Родился 17 ноября 1991 года в городе Канкун штата Кинтана-Роо (Мексика).

## Любительская карьера
Во время своей любительской карьеры Мигель был трехкратный национальным чемпионом Мексики по боксу.

## Профессиональная карьера
Профессиональную карьеру боксёра Мигель Берчельт начал в 17 ноября 2010 года победив техническим нокаутом в 2-м раунде своего соотечественника Армина Чана.
В 2011 году Мигель Берчельт был признан боксёром года по версии Всемирного боксерского совета.
28 января 2017 года состоялся бой Мигеля Берчельта с небитым мексиканским боксёром Франсиско Варгасом (23-0-2, 17 KO), досрочно победив которого нокаутом в 11-м раунде, Берчельт завоевал титул чемпиона мира по версии WBC во втором полулёгком весе.

## Статистика профессиональных боёв
В таблице перечислены результаты всех поединков боксёров.
В каждой строке указан результат поединка. Дополнительно номер поединка обозначен цветом, который обозначает итог поединка. Расшифровка обозначений и цветов представлена в нижеследующей таблице.
| Пример | Расшифровка                     |
| ------ | ------------------------------- |
|        | Победа                          |
|        | Ничья                           |
|        | Поражение                       |
|        | Планируемый поединок            |
|        | Поединок признан несостоявшимся |
| КО     | Нокаут                          |
| ТКО    | Технический нокаут              |
| PTS    | Решение судей (по очкам)        |
| UD     | Единогласное решение судей      |
| MD     | Решение большинства судей       |
| SD     | Раздельное решение судей        |
| RTD    | Отказ от продолжения боя        |
| DQ     | Дисквалификация                 |
| NC     | Поединок признан несостоявшимся |

| 41 поединок, 38 побед (34 нокаутом), 3 поражения. | 41 поединок, 38 побед (34 нокаутом), 3 поражения. | 41 поединок, 38 побед (34 нокаутом), 3 поражения. | 41 поединок, 38 побед (34 нокаутом), 3 поражения. | 41 поединок, 38 побед (34 нокаутом), 3 поражения.   | 41 поединок, 38 побед (34 нокаутом), 3 поражения. | 41 поединок, 38 побед (34 нокаутом), 3 поражения.                                                                         | 41 поединок, 38 побед (34 нокаутом), 3 поражения. |
| Бой                                               | Рекорд                                            | Дата                                              | Соперник                                          | Место проведения                                    | Раундов                                           | Примечание |                                                   |
| ------------------------------------------------- | ------------------------------------------------- | ------------------------------------------------- | ------------------------------------------------- | --------------------------------------------------- | ------------------------------------------------- | --- | ------------------------------------------------- |
| 41                                                | 38-3                                              | 26 марта 2022                                     | Джеремия Накатила (22-2)                          | Resorts World Las Vegas, Лас-Вегас, Невада, США     | RTD 6 (10), 3:09                                  | |                                                   |
| 40                                                | 38-2                                              | 20 февраля 2021                                   | Оскар Вальдес (28-0)                              | The Bubble, MGM Grand, Лас-Вегас, Невада, США       | KO 10 (12), 2:59                                  | Утратил титул чемпиона мира по версии WBC (7-я защита Берчельта) во 2-м полулёгком весе.                                  |                                                   |
| 39                                                | 38-1                                              | 27 июня 2020                                      | Элеазар Валенсуела (21-13-4)                      | Gimnasio TV Azteca, Мехико, Мексика                 | TKO 6 (10), 1:13                                  | |                                                   |
| 38                                                | 37-1                                              | 2 ноября 2019                                     | Джейсон Соса (23-3-4)                             | Dignity Health Sports Park, Карсон, Калифорния, США | KO 4 (12), 2:56                                   | Защитил титул чемпиона мира по версии WBC (6-я защита Берчельта) во 2-м полулёгком весе.                                  |                                                   |
| 37                                                | 36-1                                              | 11 мая 2019                                       | Франсиско Варгас (2) (25-1-2)                     | Convention Center, Тусон, Аризона, США              | RTD 6 (12), 3:00                                  | Защитил титул чемпиона мира по версии WBC (5-я защита Берчельта) во 2-м полулёгком весе.                                  |                                                   |
| 36                                                | 35-1                                              | 3 ноября 2018                                     | Мигель Роман (60-12)                              | Эль-Пасо, Техас, США                                | TKO 9 (12), 2:58                                  | Защитил титул чемпиона мира по версии WBC (4-я защита Берчельта) во 2-м полулёгком весе.                                  |                                                   |
| 35                                                | 34-1                                              | 23 июня 2018                                      | Джонатан Виктор Баррос (41-5-1)                   | Мерида, Юкатан, Мексика                             | TKO 3 (12), 1:53                                  | Защитил титул чемпиона мира по версии WBC (3-я защита Берчельта) во 2-м полулёгком весе.                                  |                                                   |
| 34                                                | 33-1                                              | 10 февраля 2018                                   | Максвелл Авуку (44-3-1)                           | Plaza de Toros, Канкун, Кинтана-Роо, Мексика        | TKO 3 (12), 2:46                                  | Защитил титул чемпиона мира по версии WBC (2-я защита Берчельта) во 2-м полулёгком весе.                                  |                                                   |
| 33                                                | 32-1                                              | 15 июля 2017                                      | Такаси Миура (31-3-2)                             | Форум, Инглвуд, Калифорния, США                     | UD 12                                             | Защитил титул чемпиона мира по версии WBC (1-я защита Берчельта) во 2-м полулёгком весе. Счёт: 119-108, 120-109, 116-111. |                                                   |
| 32                                                | 31-1                                              | 28 января 2017                                    | Франсиско Варгас (23-0-2)                         | Fantasy Springs Casino, Индио, Калифорния, США      | KO 11 (12), 2:19                                  | Завоевал титул чемпиона мира по версии WBC (2-я защита Варгаса) во 2-м полулёгком весе.                                   |                                                   |
| 31                                                | 30-1                                              | 16 июля 2016                                      | Чонлатарн Пирияпиньо (61-2)                       | Мехико, Мексика                                     | KO 4 (12), 2:59                                   | Защитил титул временного чемпиона мира по версии WBO (1-я защита Берчельта) во 2-м полулёгком весе.                       |                                                   |
| 30                                                | 29-1                                              | 12 марта 2016                                     | Джордж Юп (13-2)                                  | Мерида, Юкатан, Мексика                             | TKO 6 (12), 1:55                                  | Завоевал титул временного чемпиона мира по версии WBO во 2-м полулёгком весе.                                             |                                                   |